# Yutong U13
De Yutong U13 is een elektrisch aangedreven bustype van het Chinese concern Yutong.

## Inzet
Qbuzz bestelde in 2025 56 bussen voor de concessie Zuid-Holland Noord.
| Bedrijf     | Aantal     | Status     | Series      | Inzet              | Opmerkingen | Afbeelding |
| Denemarken  | Denemarken | Denemarken | Denemarken  | Denemarken         | Denemarken  | Denemarken |
| ----------- | ---------- | ---------- | ----------- | ------------------ | ----------- | ---------- |
| Umove       | 34         | In dienst  | 458 - 491   | Noord-Jutland      |             |            |
| Nederland   |            |            |             |                    |             |            |
| Qbuzz       | 56         | In aanbouw | 8601 - 8656 | Zuid-Holland Noord |             |            |
| Noorwegen   |            |            |             |                    |             |            |
| Boreal Buss | 7          | In dienst  | 3351 - 3357 | Halden             | ØKT         |            |
| Vy Buss     | 2          | In dienst  | 3405 - 3406 | Lier               | Brakar      |            |
| Vy Buss     | 3          | In dienst  | 3501 - 3503 | Luchthaven Oslo    | Vy shuttle  |            |
| Vy Buss     | 9          | In dienst  | 3514 - 3522 | Molde              | Fram        |            |
| Vy Buss     | 2          | In dienst  | 3571 - 3572 | Trondheim          | AtB         |            |
| Vy Buss     | 16         | In dienst  | 3581 - 3596 | Ringerike          | Brakar      |            |

## Verglijkbare modellen
- Yutong U10; 10,5m uitvoering
- Yutong U11DD; 11m dubbeldekker uitvoering
- Yutong U12; 12m uitvoering
- Yutong U12DD; 12m dubbeldekker uitvoering
- Yutong U15; 15m uitvoering
- Yutong U18; 18m uitvoering